# Žumberak-Samoborbergets naturpark
Žumberak-Samoborbergets naturpark (kroatiska: Park prirode Žumberak-Samoborsko gorje) är en naturpark i Kroatien. Naturskyddsområdet inrättades år 1999 och täcker en yta om 333 kvadratkilometer i norra Kroatien. Žumberak-Samoborbergets naturpark är till största del beläget i den nordvästra delen av Zagrebs län.

## Landskap
Žumberak-Samoborbergets naturpark omfattar ett kuperat och bergigt landskap vid gränsen till Slovenien i norra Kroatien. Området omfattar delar av Žumberak- och Samoborberget (Samoborsko gorje) vars högsta bergstoppar är Sveta Gera (1 178 meter över havet) och Japetić (880 meter över havet). I landskapet möts de karaktäristiska egenskaperna hos Dinariderna, Alperna och Pannoniska slätten. Den dinaridiska landskapstypen kännetecknas i områdets karstlandskap, den alpina av branta och hårda bergskanter medan den pannoniska landskapstypen märks i naturparkens kulliga och böljande områden.
De flesta samhällen i naturparken är belägna 400–700 meter över havet. Längs naturparkens norra sida löper en hög bergsrygg (Žumberak) som inte har exploaterats nämnvärt och har därför förblivit relativt orörd av människan. Den norra delen präglas av skog-, gräs- och betesmarker. Där finns inga samhällen och vägar är sällsynta. I naturparkens östra del finns Samoborberget som landskapsmässigt särskiljer sig från den norra delen. I den östra delen finns djupa branter och dalar, vattendrag såsom  mindre bäckar, skogklädda bergsryggar och små samhällen. Området kring Plešivicaåsen i sydväst är tätbefolkat. På åsens södra sida finns vingårdar och terrasserade områden som sträcker sig till staden Jastrebarsko medan åsens norra sida är brant och skogbeklädd.
Naturparkens centrala del sluttar i söder mot ett kulligt och därefter alltmer flackt landskap präglat av avskurna floddalar och åkrar. Densiteten av samhällen och mänsklig bebyggelse är tätare än i de andra delarna av naturparken.  Det traditionella levnadssättet med markodling har där skapat ett för området typiskt landskap där större och mindre byar flätas samman genom åkrar, skog, gräs- och betesmarker. De tätbefolkade området sydost om byn Vidovina präglas av mjuka kullar med många vingårdar. Den västra delen av Žumberak-Samoborbergets naturpark är till största del obefolkad och domineras av skog.

## Biologi

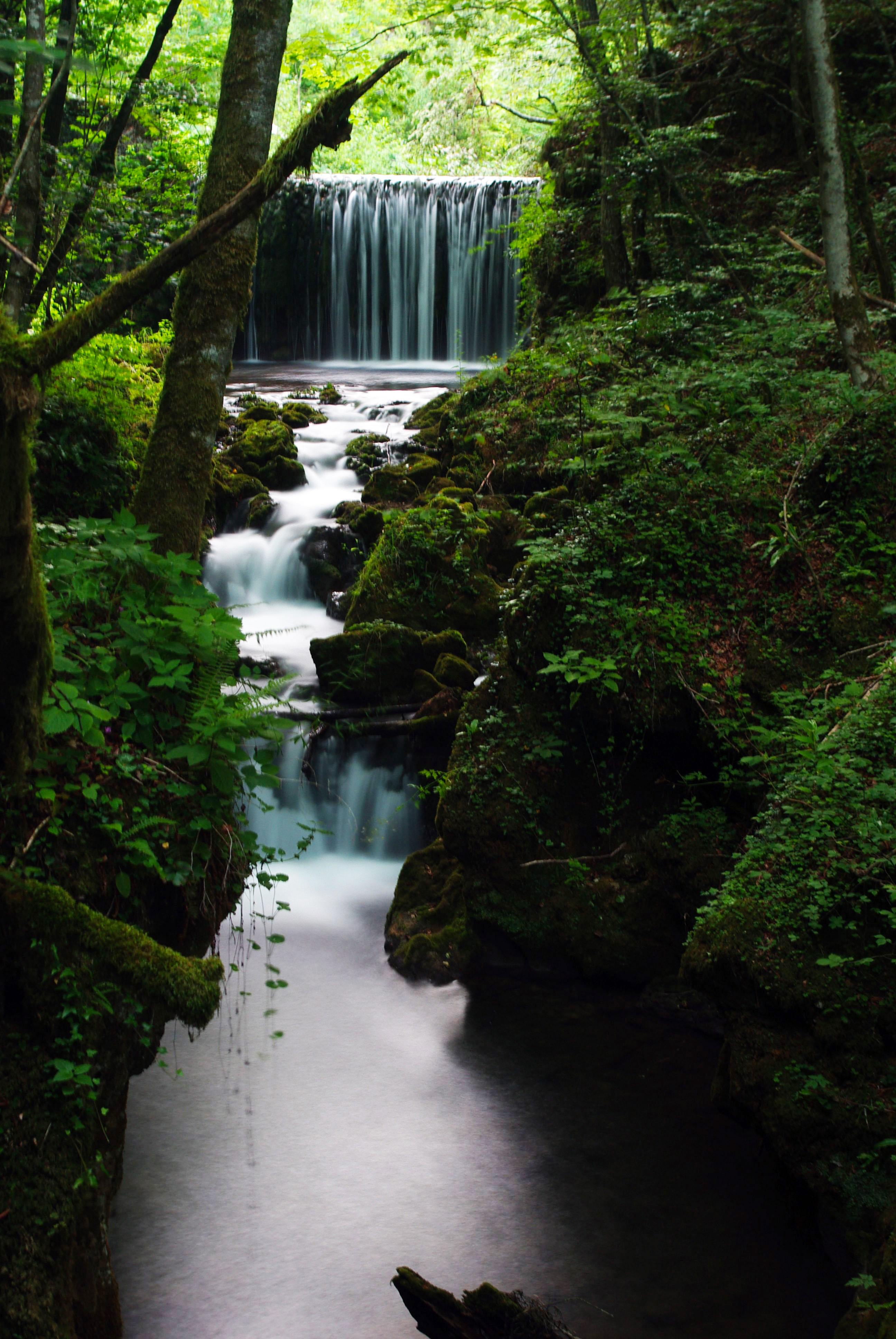
Vranjački slap – en av flera mindre vattenfall i naturparken.

### Biodiversitet
Naturliga faktorer och år av mänsklig aktivitet i samexistens med naturen har gjort arealen som ingår i Žumberak-Samoborbergets naturpark till ett område med intressant och rik biologisk mångfald. Det mosaikliknande kulturlandskapet som präglas av öppna gräsmarker sammanflätade med skog är resultatet av århundraden med mänsklig aktivitet. Genom att gallra om öppna upp den skogbeklädda marken som utan mänsklig intervention hade täckt hela naturskyddsområdet har människan skapat öppna livsmiljöer för "nya" arter som skiljer sig från dem i skogsmarken. På så vis har människan oavsiktligt berikat områdets biodiversitet. Den lokala biodiversiteten är dock hotad då behovet av ytor avsedda för jordbruksaktiviteter såsom odling och betesmarker har minskat i modern tid. Många av de sötvattensbassänger och stillastående vattenreservoarer som användes inom jordbruket och som är livsmiljöer för många sällsynta och skyddade djur har med tiden försvunnit.

### Flora
Växtvärlden i Žumberak-Samoborbergets naturpark uppvisar stor mångfald. Över tusen växtarter har registrerats i naturparken. Några av dessa skyddas i den kroatiska naturskyddslagen och vissa är därtill registrerade i internationella listor över hotade arter och åtnjuter särskild status enligt europeisk lagstiftning och internationella konventioner. I naturparken finns 90 arter som är registrerade i "Röda boken" – ett kroatiskt uppslagsverk över hotade och strikt skyddade kärlväxter i Kroatien. På global nivå är 4 av dem kritiskt hotade, 11 hotade och 28 är globalt känsliga.
I naturparken finns växtliv som är typiskt för gräsmarker och skogsliv, däribland olika typer av kärlväxter, svampar och lavar. I de nedre kuperade skogsområdena växer vanligtvis bergek och avenbok medan det på de brantare sluttningarna växer ullek och humlebok. I de högst belägna skogsområdena växer bokskog. Dessa skogar är livsmiljöer för vissa hotade och skyddade växter såsom kroatisk iris och balkantibast. I övergångsområdena mellan skogsmarkerna och de öppna livsmiljöerna växer många växtarter som är beroende av halvskuggiga miljöer, däribland olika arter av vilda orkidéer och liljor. Närmare 60 procent av naturparken yta täcks av skog. Annan vanlig växtlighet i området är bland annat järnek, back- och svartsippa, kroatisk nejlika , spansk pion och stickmyrten.

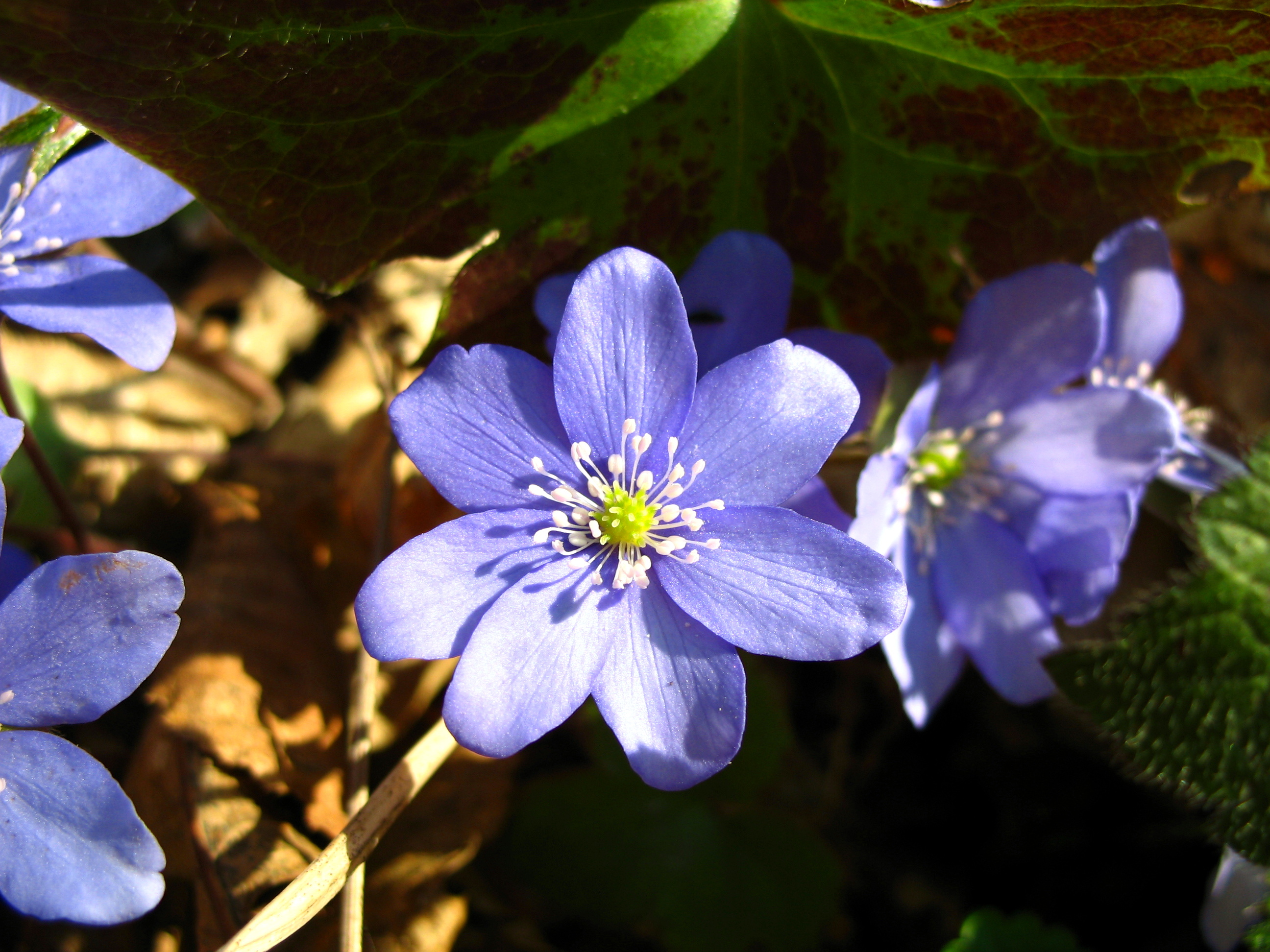
Backsippa – en vanligt förekommande växt i naturparken.

De allra flesta gräsmarkerna i naturparken är skapade av människan som röjt skog för att skapa ny jordbruksmark. Gräsmarkerna uppvisar rik biodiversitet. På sina håll har över 40 växtarter registrerats på en kvadratmeter. Hedar och myrliknande områden är även de viktiga för naturparkens biologiska mångfald. Ett viktigt exempel på detta är området kring Jesinjebäcken där 7 starkt skyddade och 12 skyddade växtarter har observerats, däribland hirsstarr, kärrlilja, nattviol, rankstarr och ängsull.
I Žumberak-Samoborbergets naturpark har 377 arter av svampar observerats. Antalet anses bara vara en bråkdel av antalet svamparter som växer i parken. Sotvaxskivling som anses vara globalt hotad är en av de svamparter som växer i naturparken. Hitintills har 79 arter av lavar, däribland hattlav, klubblav, lunglav, manlav och säcklav observerats i naturparken.

### Fauna
Žumberak-Samoborbergets naturpark har ett rikt djurliv. Fast djuren är skygga och sällsynta lever både björnar och vargar i naturparken. Därtill utgör parken ett habitat för många mindre däggdjur, amfibier och reptiler såväl som ryggradslösa djur. Bland naturparkens många fågelarter finns duvhök och fågelarter såsom strömstare och forsärla som finner sina habitat i närheten av vattendrag.
I naturparken lever de flesta amfibie- och reptilarter som påträffas i andra delar av det kontinentala Kroatien (centrala Kroatien och Slavonien). Eldsalamander är en vanligt förekommande reptil och i de högre belägna områdena i naturparken har den mer sällsynta alpsalamandern observerats. Sötvattendammar som tidigare användes som vattenhål för boskap är viktiga kläckningsplatser för många amfibier, däribland grodor, paddor och salamandrar. De vanligaste ormarterna är de ogiftiga eskulp- hassel- och rutsnokarna men även den giftiga sandhuggormen har sitt habitat i naturparken. Bland naturparkens vanligaste ödlearter märks kopparödla, murödla, smaragdödla och skogsödla.
Flera fiskarter lever i naturparkens vattendrag. Bland de mest förekommande märks öringen som på grund av de lämpliga ekologiska förutsättningarna (antal bäckar, deras vattentemperatur och syremättnad) trivs i naturparken.

## Geologi
Området kring Žumberak och Samoborberget har skapats genom geologiska processer som genom sedimentlager kan spåras från paleozoikum till idag – ett tidsintervall på 250 miljoner år. Terrängen är till största del täckt med karbonater, i synnerhet dolomit, från perioden trias. Perioderna jura och krita representeras i områdets kalksten och flysch. Sedimentlagren från perioden tertiär visar på stor tektonisk aktivitet. Lera, sand, grus, gips och alluvialt sediment från lokala floder och bäckar tillhör perioden kvartär. Sådan avlagring bildar karst som täcker upp till 90 procent av naturparkens yta.

## Turism

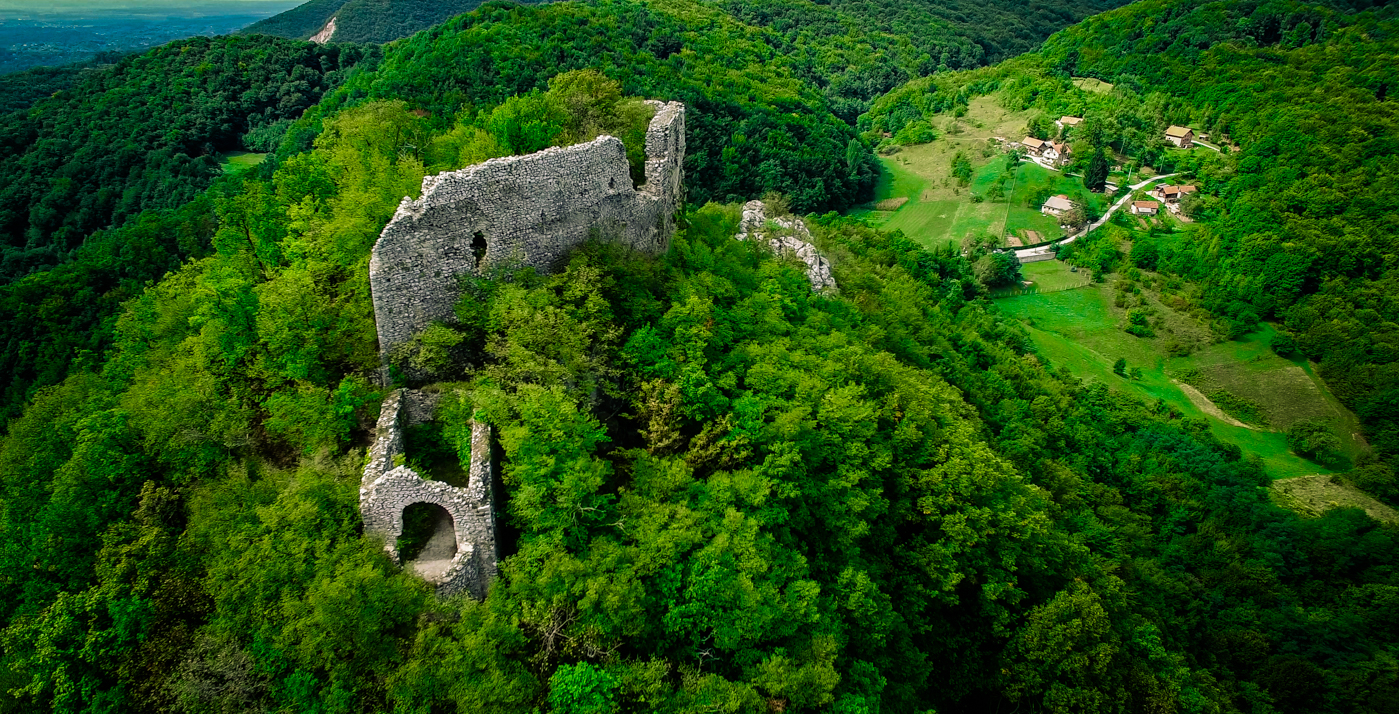
Ruinerna av den medeltida Okić-borgen år 2017.

Naturparken är ett naturskönt friluftsområde som främjar hållbar geoturism med fokus på cykling, klippklättring och skärmflygning. Att besöka naturparken är avgiftsfritt och den besöks årligen av cirka 50 000 besökare. I naturparken finns mer än 347 kilometer vandringsleder och 200 kilometer cykelleder. Klippklättringsområden finns bland annat vid orterna Okić och Terihaji. Skärmflygning är möjlig vid Japetić och Plešivica.
Till naturparkens sevärdheter räknas bland annat borgruinerna Okić, Tušćak och Žumberak. Övriga attraktioner innefattar flera utsiktsplatser och de mindre vattenfallen Sopotski slap, Slap Brisalo och Vranjački slap. De två sistnämnda är belägna i den drygt 10 kilometer långa Slapnicadalen som ligger mellan orterna Žumberak och Krašić. Slapnicadalen är en floddal kring Slapnicabäcken. Området anses särskilt naturskönt och unikt och naturskyddades därför år 1964. Från år 1999 ingår det Žumberak-Samoborbergets naturpark. 
Žumberak-Samoborbergets naturpark är ett stort område. Flera dussintal vägar leder till parken. Det går att komma in i naturparken både från den kroatiska och den norra slovenska sidan som utgör den kroatisk-slovenska gränsen. Naturparken har formellt 77 entréer varav 6 är huvudentréer. Huvudentréerna finns vid orterna/platserna Gabrovica, Plešivica, Čunkova Draga, Vivodina, Novo Selo Žumberačko och Sveta Gera. Besökscenter finns i Budinjak, Slani Dol och Sošice.  Parken nås vanligtvis med början från städerna Samobor, Jastrebarsko eller Ozalj och från de mindre samhällena Krašić och Klinča Sela.